# Zhuhai
Zhuhai (Hànzì: 珠海, pinyin: Zhūhǎi, betyder Havets perle) er en kinesisk by på præfekturniveau i provinsen Guǎngdōng ved Kinas kyst til det Sydkinesiske hav. Præfekturet har et areal på 1.653 km² og 1.481.100 indbyggere, heraf omkring 400.000 i hovedbyen Xiangzhou.
Zhuhai er præget af talrige øer og bugte, og ligger lidt nord for Macao. Ved Gongbei (供北) kan grænsen til Macao krydses til fods. Der er også en grænseovergang over Lotusbroen mellem Cotai i Macao og øen Hengqin. 
Det var ikke før ca. 1979 at Zhūhǎi dukkede op på kortene – tidligere var den en lille fiskerlandsby. Men den har udviklet sig eksplosionsagtigt, særlig efter 1980, da den blev gjort til en af Folkerepublikken Kinas fire første specielle økonomiske zoner, og er blevet en ferieby i Syd-Kina og en soveby for fastlandskinesere som arbejder i Macao. 
Efter kinesisk målestok er levestandarden høj. Den er en moderne storby, og er yndet som sted for weekendboliger for folk fra Macao eller Hongkong. Byen har flere golfbaner og en række andre ferie- og fritidsanlæg. 

## Administrative enheder
Bypræfekturet Zhuhai administrerer tre enheder på amtsniveau, som alle er distrikter:
- Distriktet Xiangzhou (香洲区) administrationsby, areal 476 km², 400.000 indbyggere (fastboende)
- Distriktet Doumen (斗门区) areal 801 km², 310.000 indbyggere (fastboende)
- Distriktet Jinwan (金湾区) areal 376 km², 110.000 indbyggere (fastboende)

## Trafik
Kinas rigsvej 105 går gennem byen. Denne vigtige trafikåre begynder i Beijing, går sydover og ender ved kysten i Zhuhai i provinsen Guangdong. Den går gennem større byer som Tianjin, Dezhou, Jining, Shangqiu, Jiujiang, Nanchang og Guangzhou.